# Gütsch Nr. 1186

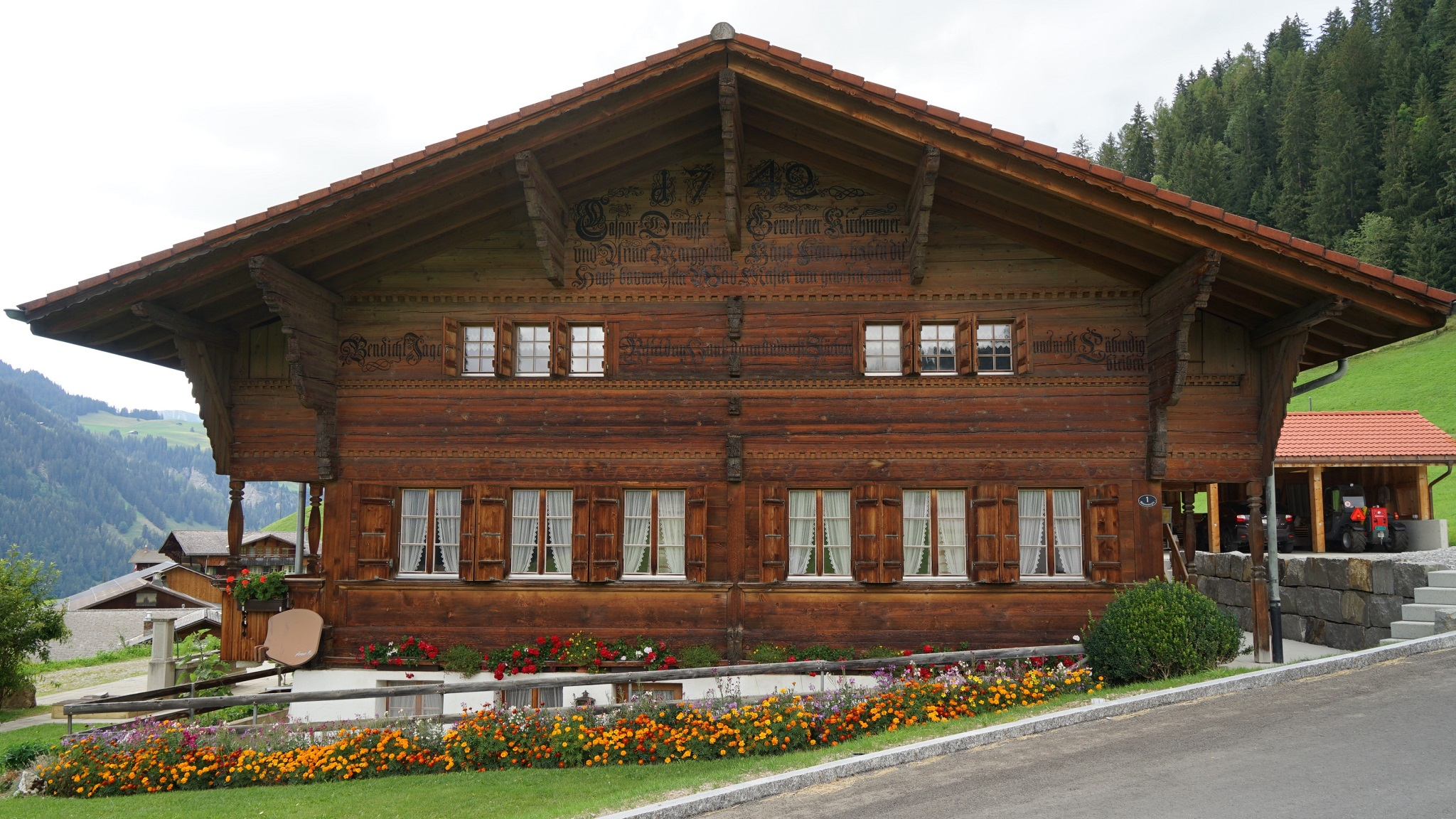
Hauptfassade des Hauses (2021)

Das Haus Gütsch Nr. 1186 in Gutenbrunnen (Guetebrunne) an der Lenk im Schweizer Simmental ist ein denkmalgeschütztes Simmentaler Bauernhaus aus dem Jahr 1742. Es ist am Obersimmentaler Hausweg mit der Nummer 38 ausgewiesen. 

## Lage
Das Gebäude liegt in Hang- und Einzellage oberhalb von Guetebrunne am Abzweig der Weissenbergstrasse mit der Nummer 1. An der Strassengabelung nimmt es eine bedeutende Stellung ein.

## Geschichte
Das Holzhaus wurde 1742 von Werkmeister Benedikt Jaggi für den ehemaligen Kirchmeier Caspar Drachsel und seine Frau Anna Marggi errichtet. Es wurde von 1980 bis 1982 erweitert und 1991 renoviert. Jaggi errichtete 1742/1749 ein weiteres Bauernhaus im Ortsteil Oberried.
Im «Bauinventar» der Denkmalpflege des Kantons Bern wurde das Bauwerk 1999 als «schützenswert» aufgenommen. Kulturgüter-Objekte der «Kategorie C» wurden mit Stand August 2021 noch nicht veröffentlicht.

## Beschreibung
Das Bauernhaus ist quergeteilt. Der Wohnteil ist nach Südosten orientiert und erhebt sich über dem ausgebauten massiven Sockelgeschoss. Das Stubengeschoss in Ständerbauweise wurde 1980/1982 ersetzt. Der Gaden ist in Blockbauweise ausgeführt. Die talseitige Trauflaube wurde erneuert und im Dach beidseitig Quergiebel eingebaut, diese sind mit «1980» datiert. Der Ökonomieteil mit dem Stall wurde in grossen Teilen erneuert.
Die Hauptfassade ist symmetrisch angelegt. Die beiden Stuben haben jeweils drei Fensterachsen. Die Fenster sind geteilt und mit Läden versehen. Gaden und Giebel kragen jeweils leicht vor. Das Gadengeschoss zeigt sechs kleine Fenster. Der Mittelvorstoss ist unterbrochen. Die Fassade ist mit reicher Dekorationsschnitzerei verziert, die polychrome Farbgebung wurde entfernt. Das Stubengeschoss schliesst mit einem schlichten Wellenband ab. Zwischen zwei feinen Konsolenfriesen liegt die durchgehende Fensterbank des Gadens  mit ebenfalls geschnitztem Fries. Die fünf Blockkonsolen sind abwechslungsreich und elegant konturiert, sie haben auffällige Profillinien.
Die Inschrift in gemalter Fraktur im Giebel wird am Gadengeschoss fortgesetzt und nennt nach dem Baujahr, das Bauherrenpaar und den Baumeister. Sie endet mit einem Sinnspruch:
Caspar Drachssel Gewesener Kirchmeyer

und Anna Marggi seine Hauß Frauw, haben dis

Hauß bauwen, sein Bau Meister war gewesen daran

Bendicht Jaggi – Bestel dein Hauß dann du wirst Stärben – und nicht Läbendig

bleiben
Der Bau wird als ein «vorzüglicher» Bau «von hohem handwerklichem Niveau» beschrieben.

## Fussnoten
1. ↑  Obersimmertaler Hausweg: Haus 38, Guetebrunne. (Abgerufen am 8. Oktober 2021)
2. ↑  Laut Datenblatt im Bauinventar der Denkmalpflege des Kantons Bern.

Koordinaten: 46° 28′ 8,3″ N, 7° 26′ 57,8″ O; CH1903: 600826 / 146404